# Barreirinhas
Barreirinhas est une municipalité brésilienne située dans l'État du Maranhão.